# Парламент Кении
Парламент Кении (англ. Parliament of Kenya, суахили Bunge la Kenya) — законодательный орган Кении. По результатам конституционного референдума 2010 года состоит из двух палат: Национальной ассамблеи и Сената. До того парламент Кении был однопалатным.

## История
Первым законодательным органом Кении стал Законодательный Совет (англ. Legislative Council, сокр. LEGCO), организованный Британской колониальной администрацией в Протекторате Кения в 1907 году. Он представлял собой однопалатный совет, разделённый на две части: члены, назначенные колониальной администрацией, с главным министром в качестве спикера с одной стороны и члены фермерских общин — с другой. Африканское населения было представлено назначенным губернатором представителем.
В 1957 году были избраны первые представители со стороны африканского населения, которые, однако, не имели права голоса. После обретения независимости страной в 1963 году был образован первый в республике двухпалатный парламент, проработавший лишь до 1966 года.
В 1966 году Сенат и Палату представителей объединили в единый орган — Национальную ассамблею. Кения после 1967 года стала де-факто однопартийным государством, в котором роль парламента была существенно снижена. Это положение было официально закреплено парламентом в 1981 году.
Во время четвёртого срока президента Даниеля арап Мои в Конституцию были внесены поправки, позволяющие стране вернутся к политическому плюрализму. Эти поправки дали оппозиционным партиям, объединившимся в альянс, возможность свергнуть правящую партию на президентских выборах 2002 года.
В 2001 году была организована Комиссия по пересмотру Конституции Кении. Комиссии была поставлена задача гарантировать мир, национальное единство, целостность и создание демократической государственной системы. Комиссией и Президентом Мваи Кибаки был подготовлен проект Конституции, названный «Проект Бомас» (в честь одноимённой деревни Бомас, где проводился референдум). Однако проект был отвергнут народом на Кенийском конституционном референдуме в 2005 году, большинство проголосовало против поправок.
Политики, агитировавшие выступать против проекта новой конституции, образовали Оранжевое демократическое движение. В ходе выборов в 2007 году случился политический кризис, вызванный поражением Оранжевого демократического движения на выборах. После мирного урегулирования конфликта сформированному коалиционному правительству предстояла задача урегулировать вопрос Конституции.
По итогам конституционного референдума 2010 года была принята новая Конституция, согласно которой был создан двухпалатный парламент.

## Парламент Кении 13-го созыва
Первые после принятия новой Конституции выборы прошли 4 марта 2013 года.
|  | Партии          | Национальная ассамблея | Сенат   |
|  | --------------- | ---------------------- | ------- |
|  |                 |                        |         |
|  | Азимио Ла Уможа | 173 мест               | 34 мест |
|  | Альянс Амани    | 161 места              | 33 мест |
|  | Другие партии   | 15 мест                | –       |